# Mận gai
Mận gai (danh pháp hai phần: Prunus spinosa) là một loài mận bản địa ở châu Âu, Tây Á, và cục bộ ở tây bắc châu Phi. Đây cũng là loài cây nhập tịch cục bộ tại New Zealand và miền đông Bắc Mỹ.
Mận gai là một loại cây rụng lá có kích cỡ cây bụi lớn hay cây nhỏ cao đến 5 m, vỏ cây hơi đen và các cành rậm rạp, cứng và có gai. Lá cây có hình bầu dục, dài 2–4.5 cm và rộng 1.2–2 cm, mép là có răng cưa. Hoa mận gai có đường kính 1,5 cm, với năm cánh hoa màu trắng kem; hoa xuất hiện trước khi trổ lá vào đầu xuân. Mận gai là loài lưỡng tính và được côn trùng thụ phấn. Quả mận gai có đường kính 10–12 milimét (0,39–0,47 in), có màu đen với một lớp phấn màu tím xanh, chín vào mùa thu, và vẫn được thu hoạch theo lối truyền thống, ít nhất là ở Anh Quốc, và tháng 10 hay tháng 11 sau đợt sương giá đầu tiên. Quả mận gai có lớp thịt mỏng.
Mận gai thường xuyên bị nhầm lẫn với P. cerasifera (mận anh đào), đặc biệt là vào đầu mùa xuân khi hoa mận anh đào ra hơi sớm hơn so với mận gai. Ta có thể phân biệt dựa vào màu hoa, mận gai có màu trắng kem và mận anh đào màu trắng thuần. Ta cũng có thể phân biệt chúng vào mùa đông do tập quan cây nhỏ hơn sẽ cứng hơn, các nhánh cây góc rộng ở mận gai; vào mùa hè với việc lá cây mận gai tương đối hẹp hơn, gấp hơn hai lần chiều rộng; và vào mùa thu nhờ màu sắc của vỏ quả — quả mận gai màu tím đen còn quả mận anh đào có màu vàng hay đỏ.
Mận gai có một tứ bội (2n=4x=32) nhiễm sắc thể.

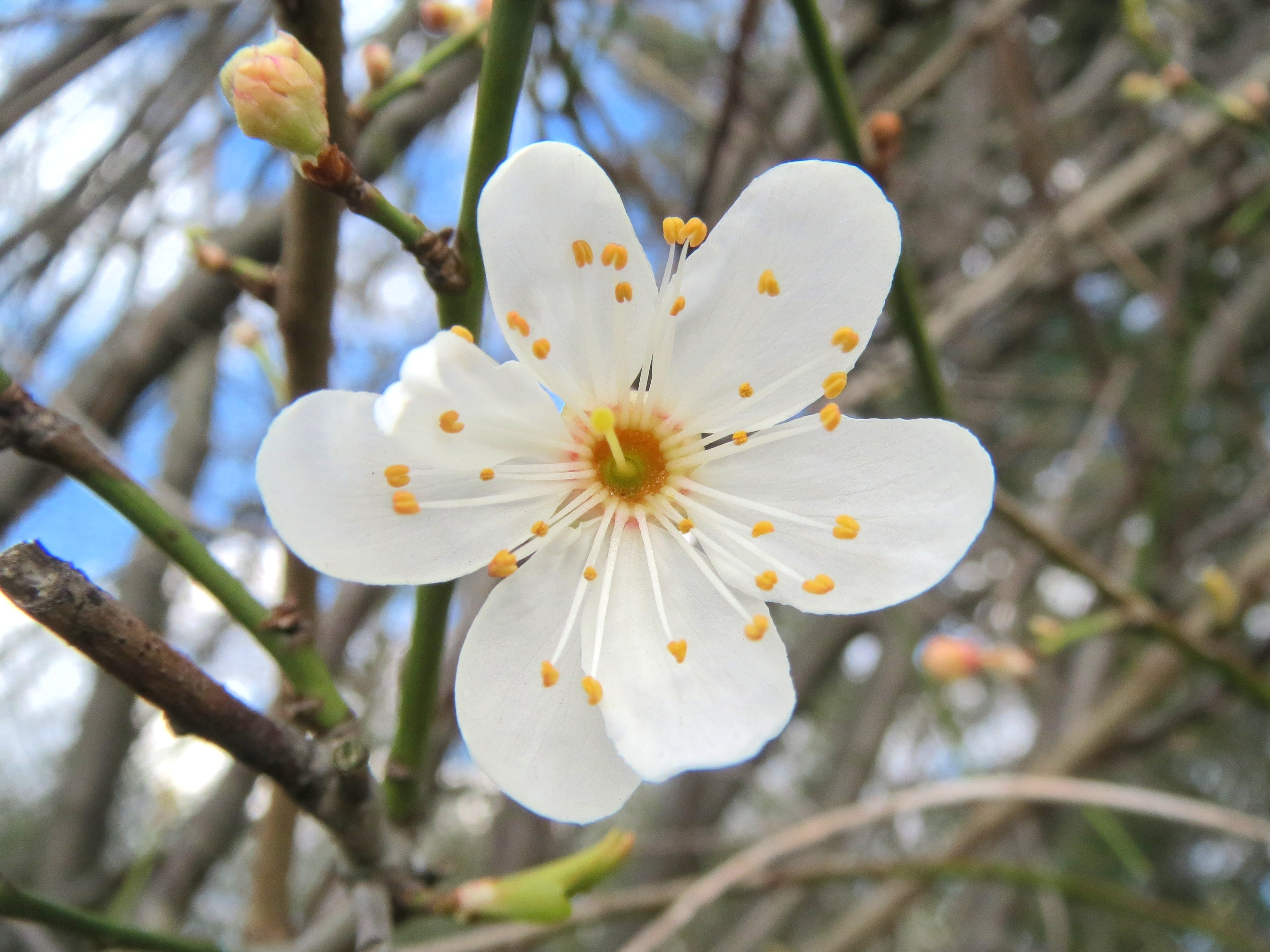
Hoa mận gai
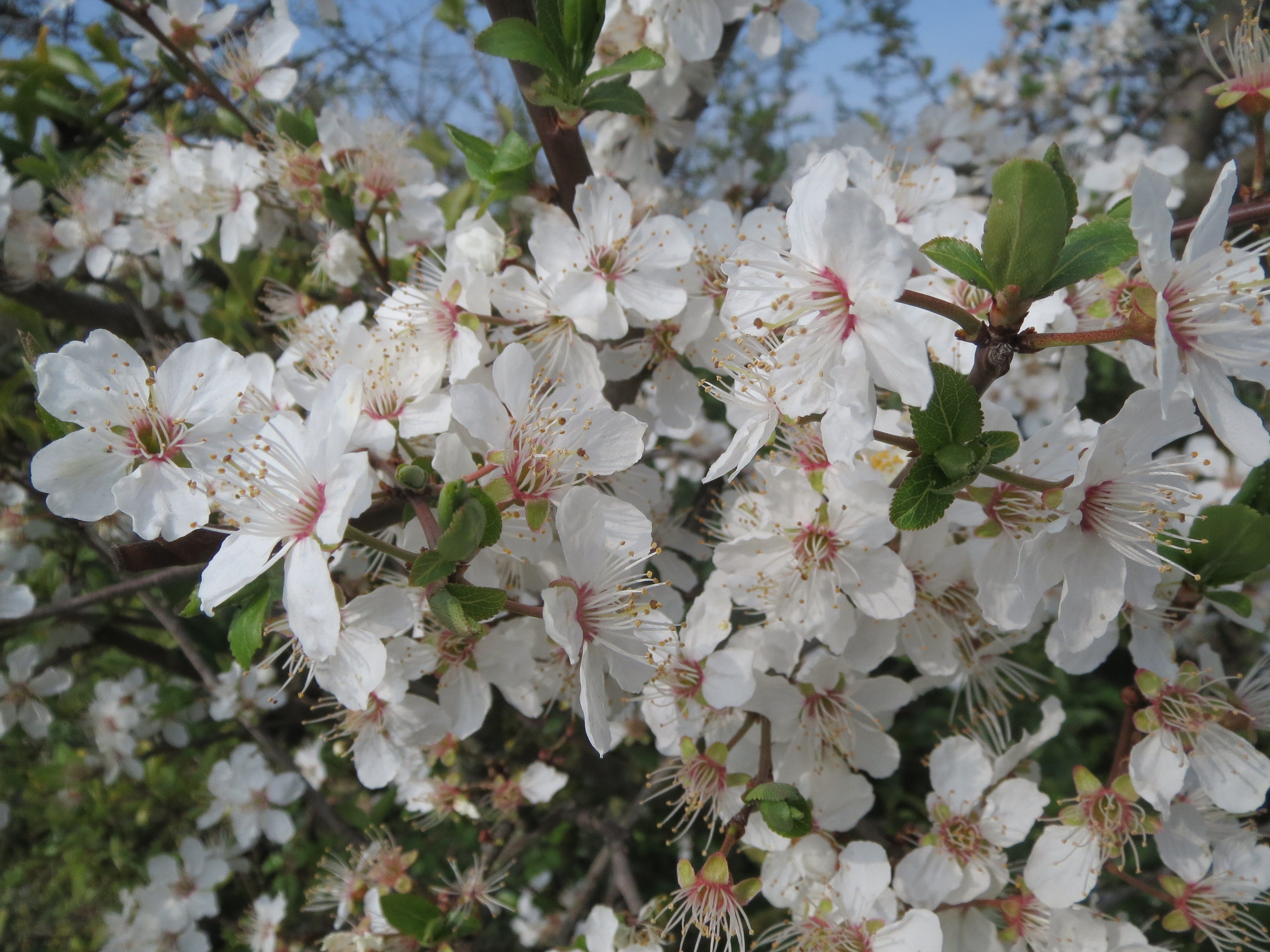
Hoa mận gai
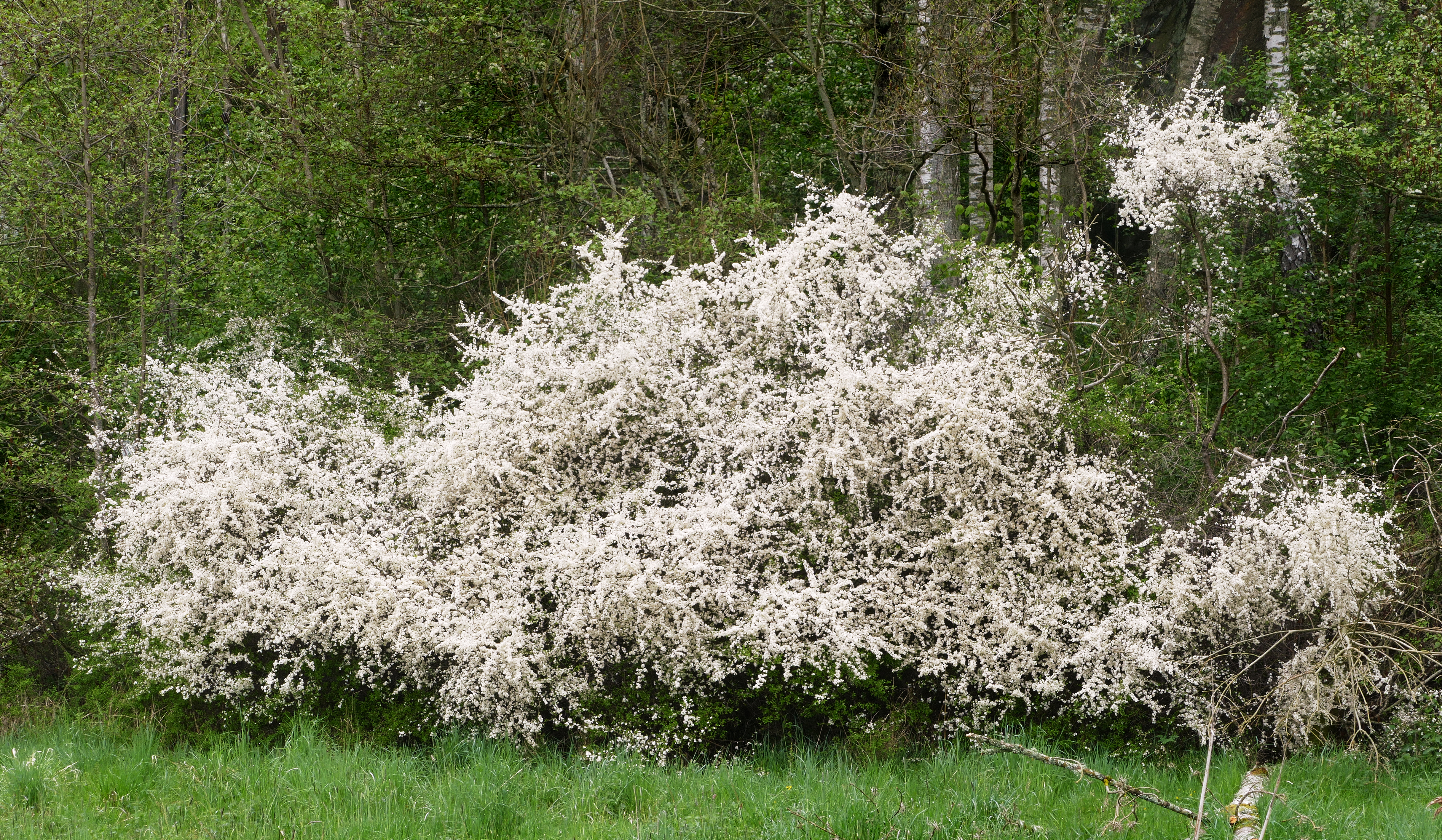
Cây bụi mận gai nở hoa
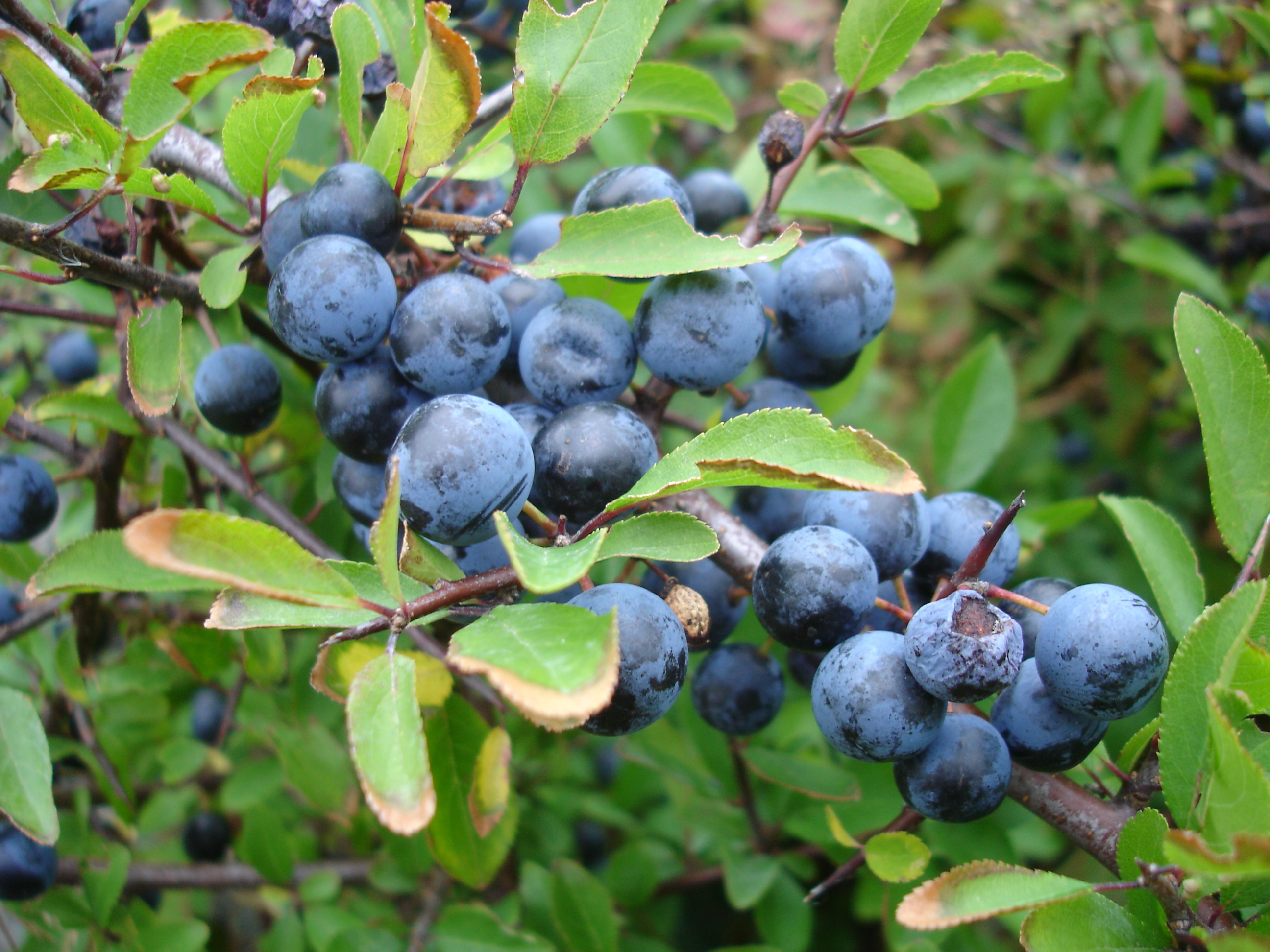
Quả